# Ca' Vendramin Calergi
El palau Loredan Vendramin Calergi, palau Vendramin Calergi o  Ca' Vendramin Calergi en idioma vènet, és un edifici italià situat en el sestiere de Cannaregio  amb façana sobre el Gran Canal de Venècia, entre la Casa Volpi i el Palau Marcello, davant del Palau Belloni Battagia. L'edifici, construït a la fi del segle xv  és recordat com el lloc on va morir el compositor alemany Richard Wagner l'any 1883. En l'actualitat, alberga el Casino de Venècia i el Museu Wagner.

## Història
Ca' Vendramin Calergi va començar a construir-se per encàrrec de la família Loredan l'any 1481.Se li atribueix el projecte a Mauro Codussi, arquitecte de l'Església de San Zacarías i altres esglésies i residències privades notables de Venècia. Després de la seva defunció, l'obra va ser finalitzada pel taller dels Llombard, família d'escultors i arquitectes originària de Carona (Tesino), l'any 1509. Després d'haver passat a ser propietat del duc de Màntua Guillem Gonzaga va ser adquirit per Vettor Calergi l'any 1589. L'any 1739 el palau va passar per via d'herència a Niccolò Vendramin, pertanyent a una noble família veneciana. L'any 1844 l'habitatge va ser adquirit per Carolina de Borbó-Dos Sicilias. En l'agitació de la unificació d'Itàlia, es van veure obligats a vendre el palau al net de Carolina, Enric de Borbó-Parma, comte de Bardi, i moltes de les seves obres d'art van ser subhastades a París. El comte de Bardi i la seva esposa la infanta Adelgunda de Bragança i els ducs de Grazia van conservar la casa, allotjant en ella a molts personatges cèlebres de l'època. L'any 1937, l'últim dels nobles Grazia, el comte Lucchesi Palli, va vendre el palau a Giuseppe Volpi, comte de Misurata, que va remodelar l'habitatge, dedicant la planta primera a habitatge representatiu i a convencions i la segona com a seu del Centre Volpi d'estudis de l'electricitat. L'Ajuntament de Venècia va comprar Ca' Vendramin Calergi l'any 1946. Des de 1959, ha estat la seu d'hivern del cèlebre Casino de Venècia (Casinò di Venezia).

## Descripció

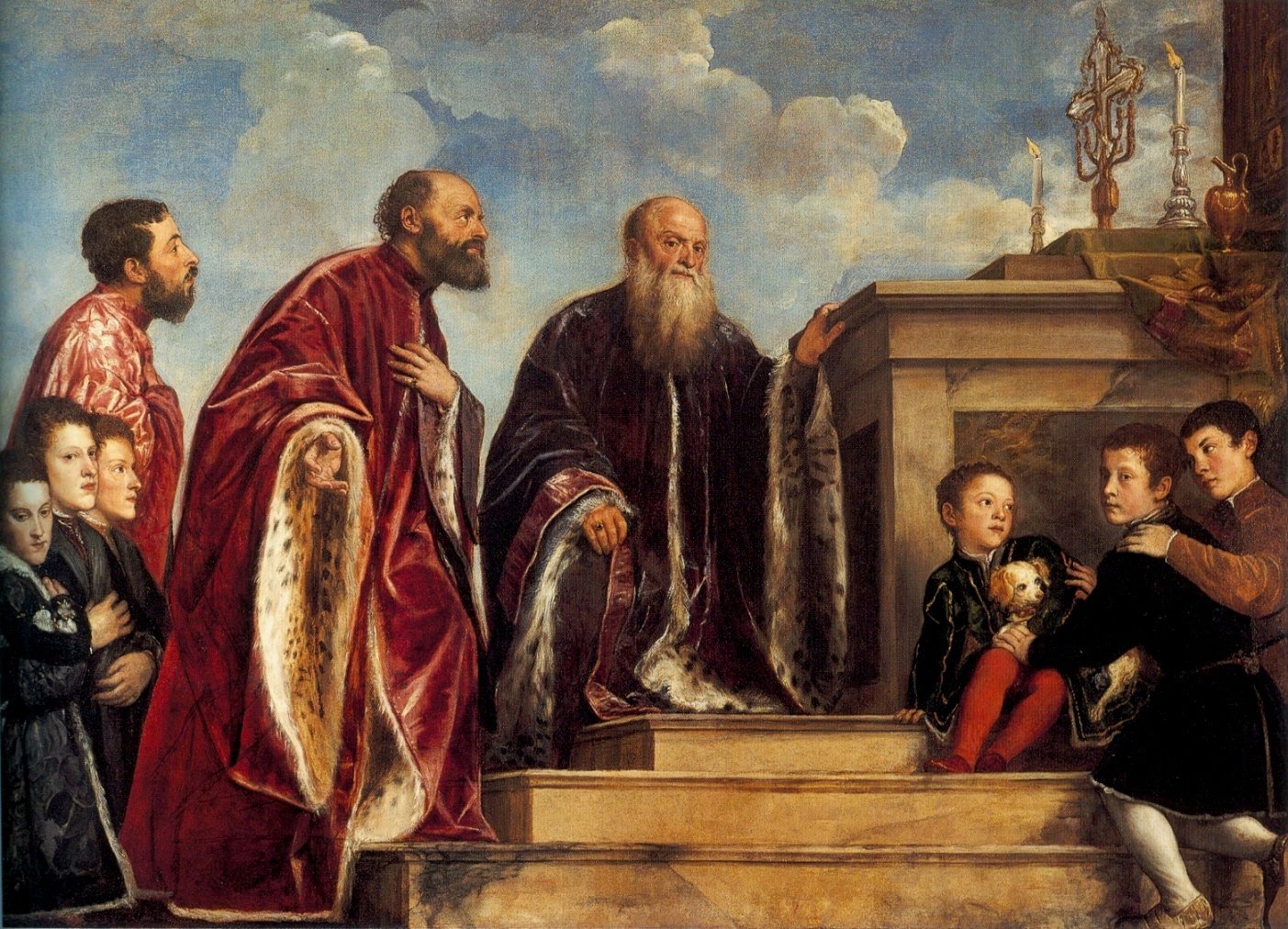
Retrat votiu de la família Vendramin, de Tiziano.

Aquest ampli palau renaixentista, amb accés directe al Gran Canal, accessible en góndola, posseeix tres plantes, dividides per mitjà de pronunciades cornises marcaplantes subjectes per semicolumnes d'ordres superposats dòric, jònic i corinti. La bellesa i l'equilibri de la façana de l'edifici són excepcionals, presentant una de les més representatives del Renaixement venecià. Cadascuna de les tres plantes presenten cinc àmplies bífores de ritme desigual, tres en el centre i dos a cada costat, sent substituïdes en el centre de la planta baixa pel portal i en els extrems per finestres rectangulars de menor grandària. En realitat, aquestes finestres geminades són el resultat de la unió de dues monòfores de mig punt tancades per un arc en el centre del qual se situa una petita finestra circular.
Sota els escopidors de les finestres de la planta baixa, en la façana, es troba inscrit el lema dels Cavallers templers "Senar nobis Domini, senar nobis. Set nomini tuo dóna gloriam" ("No a nosaltres, Senyor, no a nosaltres. Si no al teu nom sigui donada la glòria") del Llibre dels Salms (Salm 113 b).
A l'interior, la primera planta noble mostra algunes obres del segle  XVI de Palma el Jove i algunes més del segle xvii .

## Museu Wagner

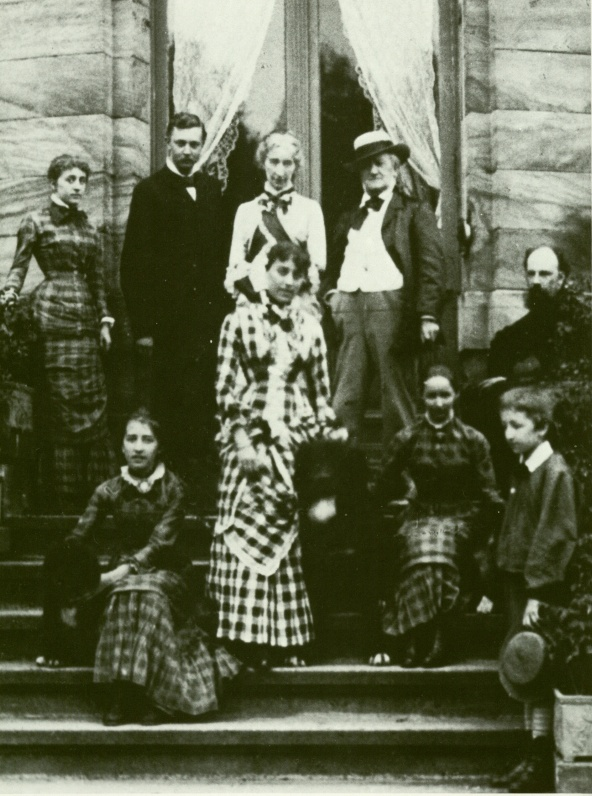
La família Wagner a Wahnfried (Bayreuth) l'any 1881. D'esquerra a dreta i de dalt a baix: Blandine von Bülow, Heinrich von Stein (tutor de Siegfried), Cósima Wagner, Richard Wagner, Paul von Joukowsky (amic de la família); fila central: Isolde, Daniela von Bülow, Eva i Siegfried.

El compositor alemany Richard Wagner, va estar a Venècia sis vegades. La primera va ser l'any 1858, fugint de l'escàndol que va suposar la seva relació amb Mathilde Wesendonck. Al Vendramin va acabar d'orquestrar Tristán i Isolda, el drama en què tal relació quedaria reflectida. El seu últim viatge a Itàlia va ser poc després que s'estrenés Parsifal en el segon festival de Bayreuth, l'any 1882. Va llogar una planta sencera al comte de Bardi abans de la seva partida i es va instal·lar en el palau el 16 de setembre de 1882 amb la seva esposa Cósima, els seus quatre fills (Daniela, Isolde, Eva i Siegfried) i els servents de la casa.
Wagner va morir d'un atac al cor en el palau el 13 de febrer de 1883 als 69 anys. De la mà del novel·lista i poeta Gabriele D'Annunzio, una placa situada en un lateral del palau, commemora aquest fet: 
| « | In questo palagio / l'ultimo spiro di Riccardo Wagner / odono le anime perpetuarsi come la marea / che lambe i marmi. | En aquest palau / l'últim alè de Richard Wagner / les ànimes senten perpetuar-se com la marea / que repica els marbres. | » |

Al febrer de 1995 es va inaugurar el Museu Wagner, que alberga la col·lecció Josef Lienhart de documents estranys, partitures musicals, cartes signades, quadres, discos i altres relíquies. Els objectes del museu constitueixen la major col·lecció privada dedicada a Wagner fora de Bayreuth.
El centre és gestionat per la Associazione Richard Wagner di Venezia i el Centre Europeu di Studi e Richerche Richard Wagner, els quals organitzen exposicions, conferències, concerts i publiquen articles acadèmics per a promoure la vida i l'obra de Wagner.